# Hadena praedita
Hadena praedita là một loài bướm đêm trong họ Noctuidae.